# ولاية تكرطاغ
وِلَايَةُ تِكِرْطَاغ (بالتركية: تكفر طاغ ولایت/Tekirdağ ili) من ولايات تركيا الأربعة التي بقارة أوربا وعاصمتها مدينة تكرطاغ. تبلغ مساحتها 6,345 كم2 ويبلغ عدد سكانها 623,591 نسمة كما يبلغ معدل الكثافة السكانية 98/كم2 تقع في إقليم تراقيا الشرقية في شمال غرب تركيا والذي يشكل الجزء الأوربي منها.